# Jaguar XK (X100)
La Jaguar XK (X110), nota anche come XK8, è un'autovettura coupé di grandi dimensioni, prodotta dalla casa automobilistica inglese Jaguar dal 1996 al 2006.
Si tratta della prima generazione dell'omonima coupé.

## Contesto e sviluppo
La prima generazione della serie XK adotta la piattaforma derivata dalla precedente XJS e condivisa con l'Aston Martin DB7; le origini di entrambe le vetture risalgono a uno studio progettuale della Jaguar abbandonato a metà degli anni '80 noto come XJ41/XJ42, noto anche come progetto F-Type. Lo sviluppo della XK8 iniziò nel 1992, con il lavoro di progettazione iniziato alla fine del 1991. Nell'ottobre 1992 fu delineato il progetto della vettura per poi venire successivamente congelato per la produzione nel 1993. I primi prototipi furono costruiti nel dicembre 1993, dopo che l'X100 ottenne l'approvazione da parte dei dirigenti, con i brevetti della vettura che furono depositati nel giugno 1994. Lo sviluppo si concluse nel 1996, con l'auto che fu presentata nel marzo dello stesso anno e messa in vendita dall'ottobre 1996.

### Concept XJ41/XJ42 (1986)

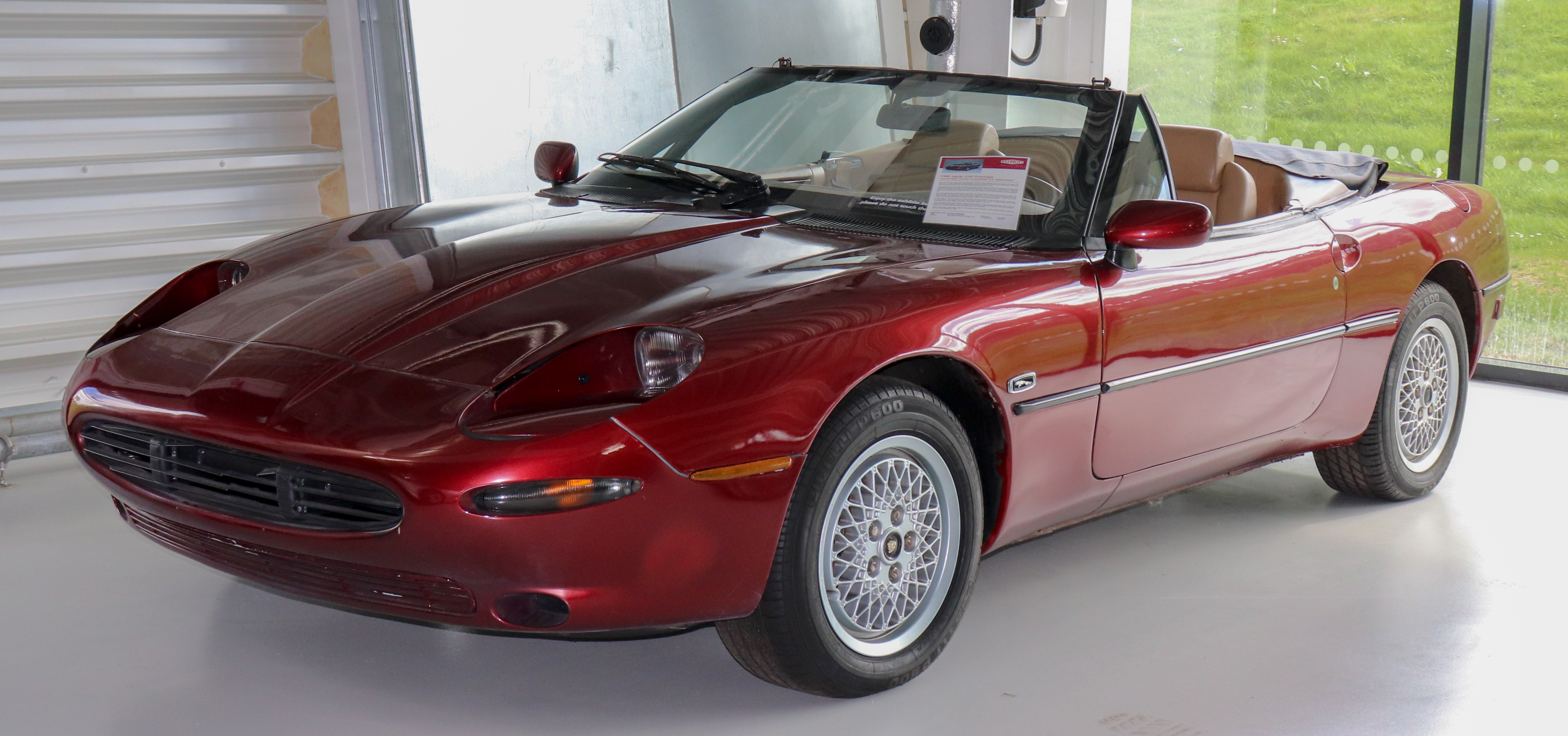
Jaguar XJ42

Ad anticipare lo stile e il design della XK8 era state realizzate una coppia di concept car risalenti al 1982, in quando la Jaguar si rese conto che la XJ-S era oramai diventata dimensionalmente troppo grande e pesante. Successivamente, i due nuovi progetti, noti con il nome in codice XJ41 (coupé) e XJ42 (cabriolet), raggiunsero uno stato di sviluppo abbastanza avanzato. Tuttavia, il progetto fu annullato quando la Ford rilevò la Jaguar nel 1989, e il nuovo management preferì puntare invece sull'ammodernamento degli impianti di produzione dell'azienda. Quindi la XJ-S venne sottoposta a un importante restyling (ribattezzata XJS) come soluzione "tampone". Gli studi XJ41/XJ42 venne successivamente ripescati ed evoluti nell'Aston Martin DB7 e nella Jaguar XK8, lanciate rispettivamente nel 1994 e nel 1996.

## Storia e descrizione

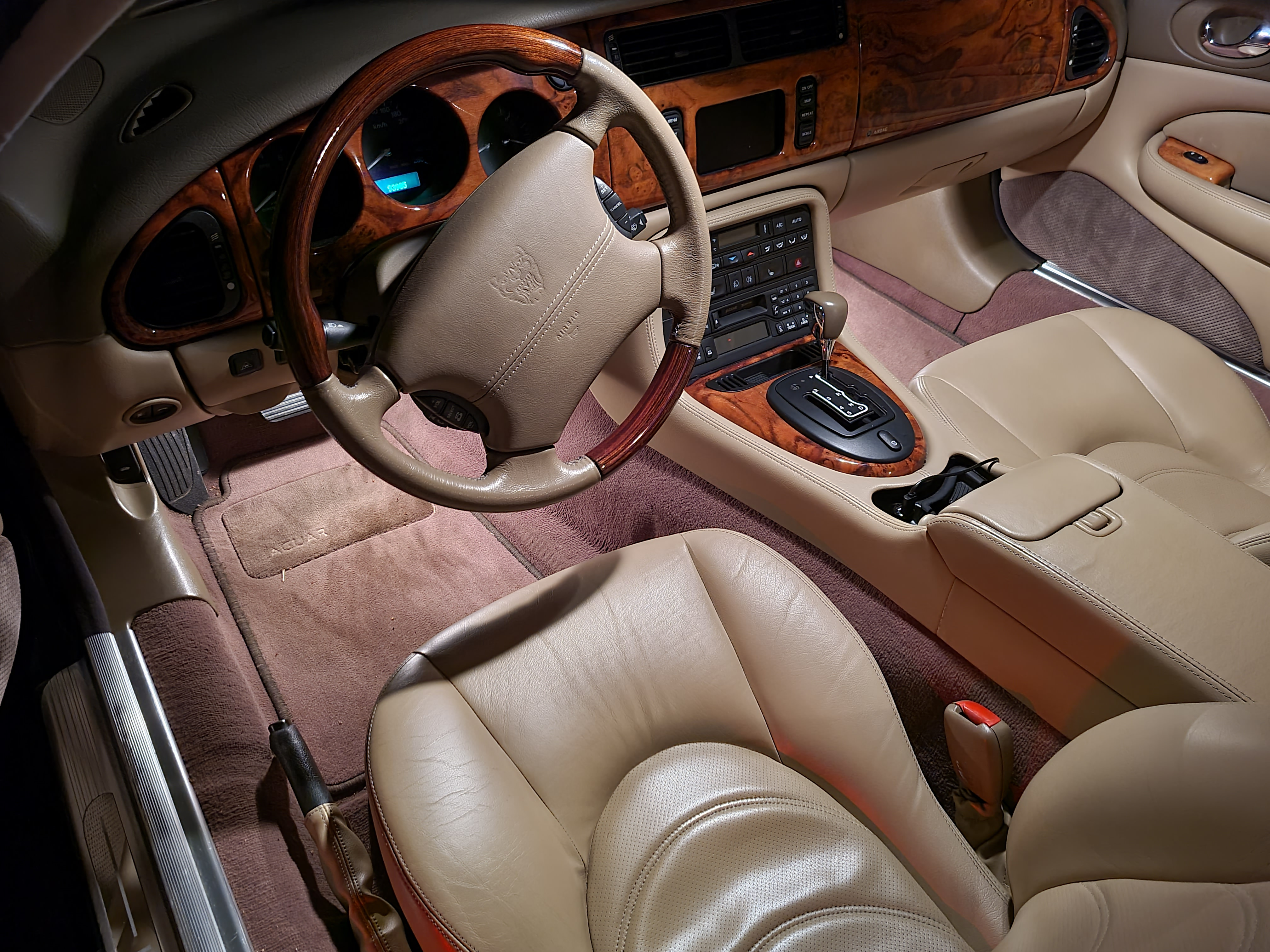
Interni

Nonostante le perplessità iniziali la XJ-S, col tempo, era maturata, acquisendo quel fascino da grande classico che da nuova non aveva e gli aggiornamenti apportati nel corso degli anni avevano migliorato anche la qualità costruttiva e le prestazioni. Dopo vent'anni di produzione, la Jaguar decise di presentare al Salone dell'automobile di Ginevra del 1996 la XK8 sua diretta erede.
Si trattava di una coupé 2+2 che, dal punto di vista tecnico, utilizzava un telaio derivato da quello della berlina XJ Serie X300, opportunamente accorciato nel passo. Lo schema era classico, con trazione posteriore, avantreno e retrotreno a quadrilateri, 4 freni a disco autoventilati con ABS e sterzo a cremagliera con servoassistenza ad azione variabile.

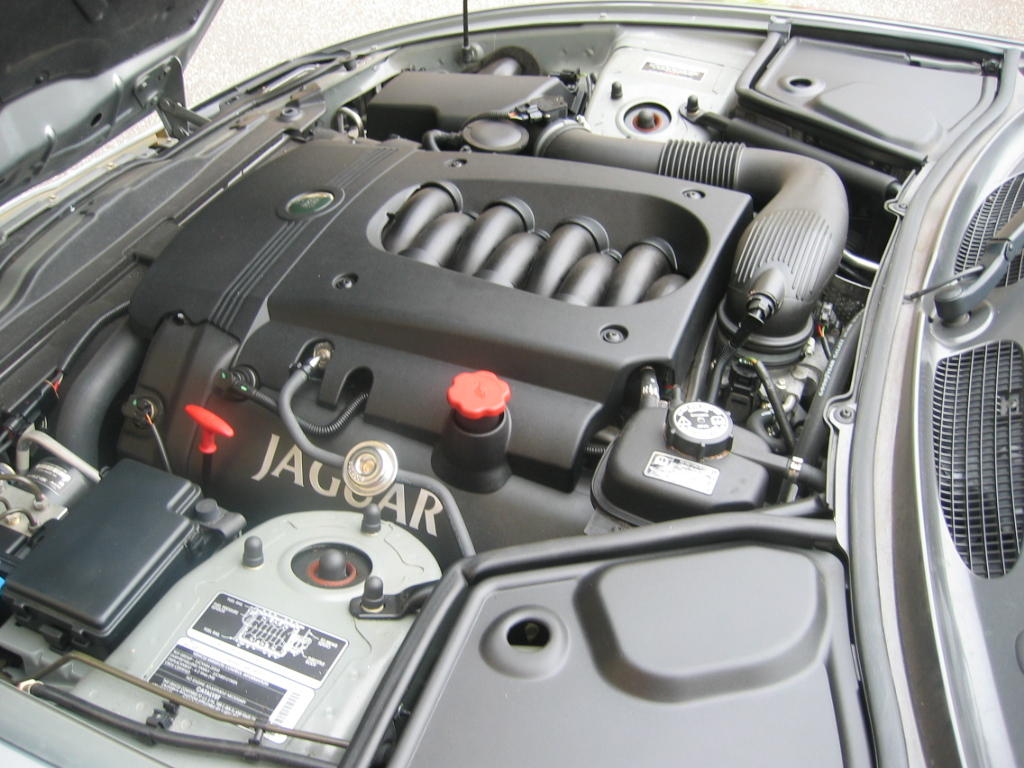
Motore AJ V8

Debuttavano su questo modello (da cui l'8 nella sigla identificativa), invece, il motore V8 di 4 litri e il cambio automatico sequenziale a 5 rapporti. Con una cilindrata di 3996 cm³ il nuovo propulsore, tutto in alluminio, sviluppava grazie alla sofisticata gestione elettronica (che controllava l'alimentazione a iniezione, la fasatura variabile e la lunghezza dei condotti d'aspirazione, pure di tipo variabile) una potenza massima di 284 CV.
Tipicamente Jaguar lo stile degli interni, con rivestimenti in pelle e plancia rivestita in legno di noce (allestimento Classic) o d'acero (allestimento Sport).
La vettura era disponibile in due allestimenti: Classic (con cerchi da 18" impostazione più votata al comfort) e Sport (con sedili avvolgenti e cerchi da 19"). Entrambe disponevano di una dotazione completa di tutti i gadget di sicurezza (airbag, fari allo xeno, controllo della trazione) e comfort (aria condizionata).

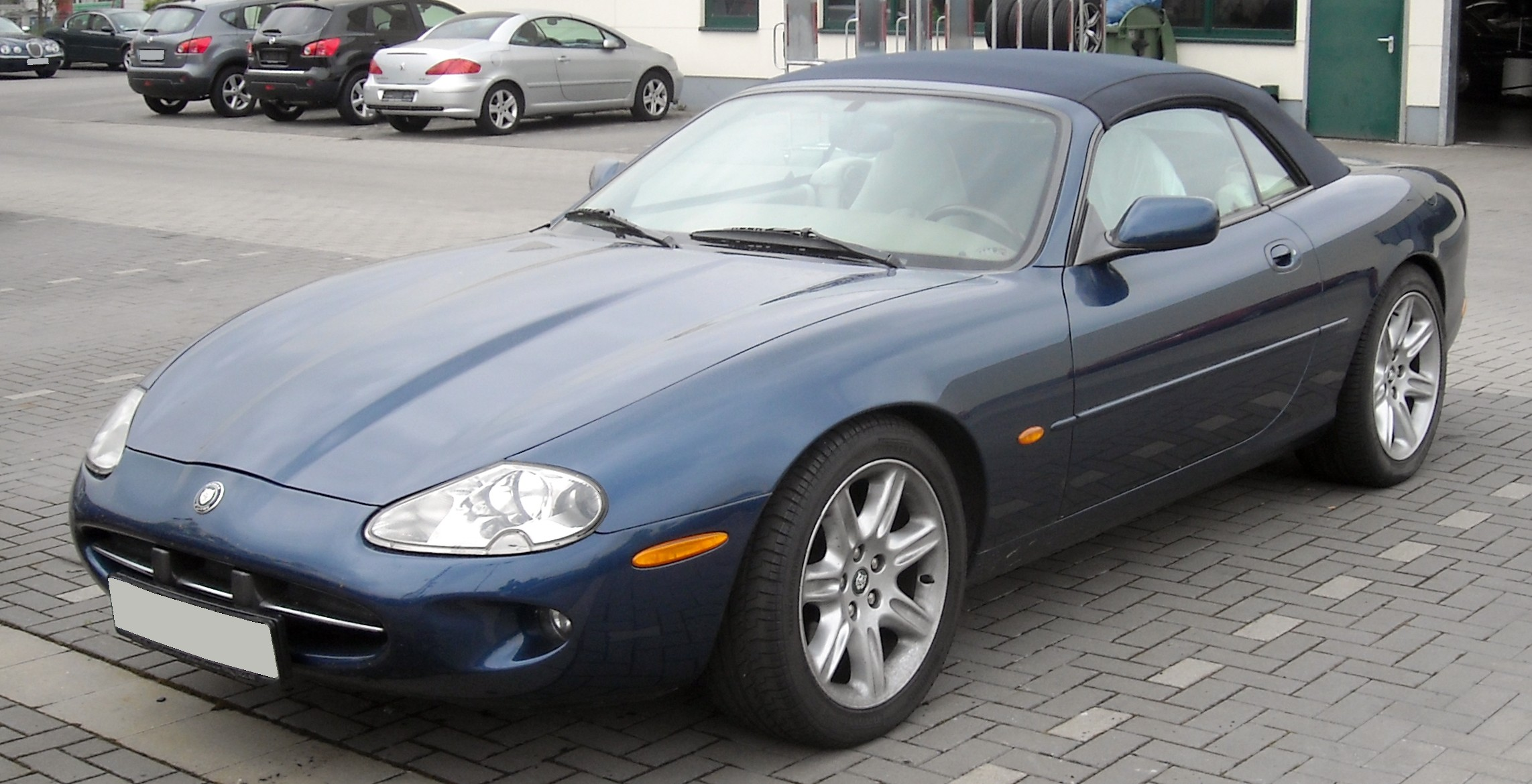
Una Jaguar XK8 X100 cabriolet

Nel 1997 debuttò anche la XK8 Convertible, ovvero la variante cabriolet.

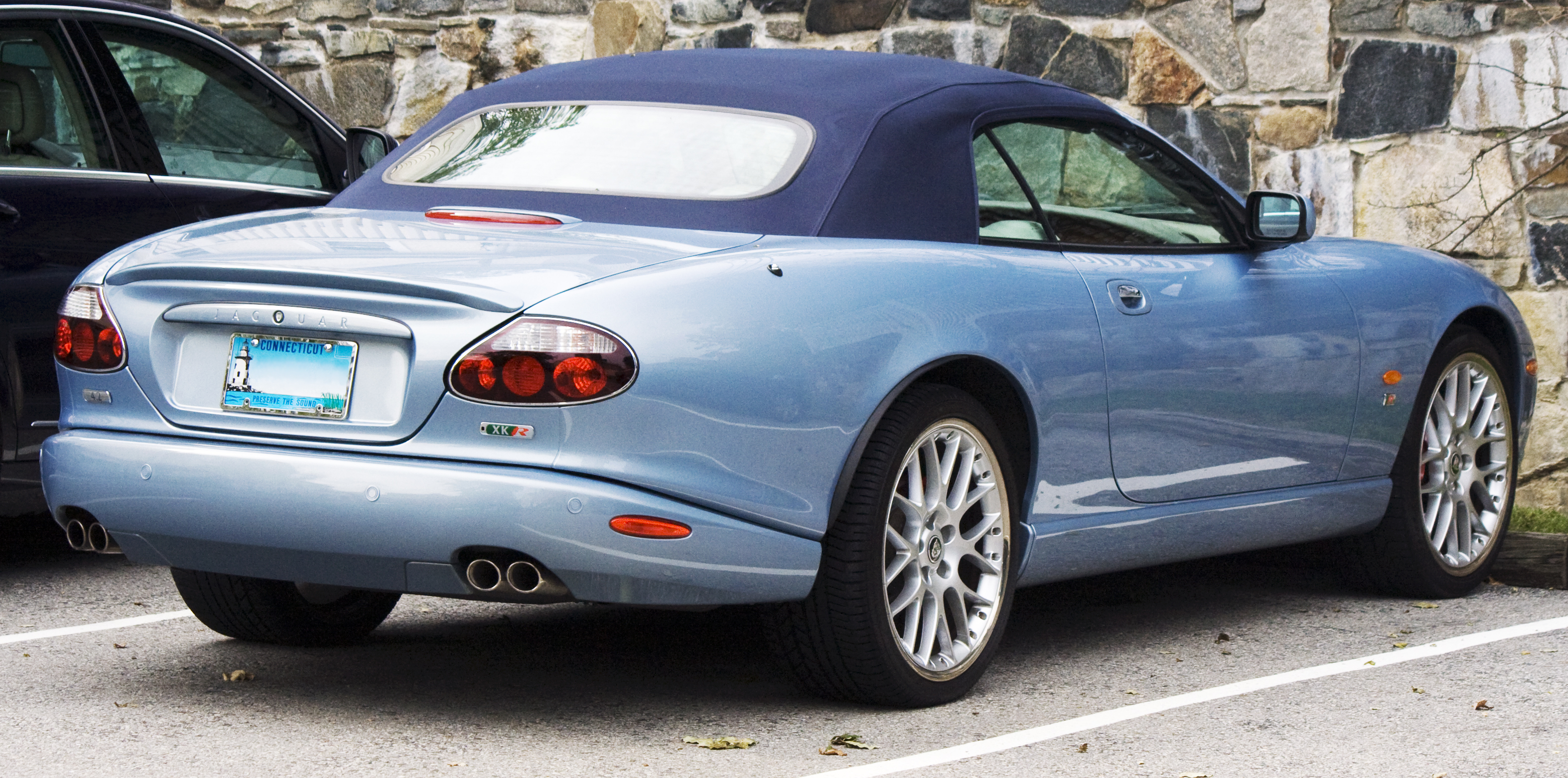
La versione XKR Convertible (2004-2006)

Nel 1998 venne lanciata la XKR (sempre nelle due versioni, coupé e cabriolet), mossa dalla versione sovralimentata con compressori volumetrici Eaton (a 0,8 bar) e intercooler. La potenza, di 364 CV, era trasmessa alle ruote motrici posteriori attraverso un cambio automatico a 5 rapporti prodotto dalla Mercedes-Benz. Le nuove versioni, riconoscibili per la mascherina anteriore a nido d'ape e le griglie sul cofano motore, avevano un allestimento equivalente a quello delle Sport (sospensioni elettroniche), ma potevano essere ordinate anche con cerchi da 20". Nello stesso anno venne creata la XK180, un prototipo in versione roadster realizzato sulla base della XKR. Costruito per commemorare i 50 anni dei modelli XK, il modello era dotato di un propulsore V8 4.2 da 450 CV e con coppia di 605 N m. Esso veniva gestito da un cambio automatico a cinque rapporti e garantiva una velocità massima di 290 km/h, con accelerazione da 0 a 100 km/h in 4,2 secondi. L'impianto frenante era costituito da freni a disco forniti dalla Brembo, mentre le sospensioni erano analoghe a quelle della XKR.

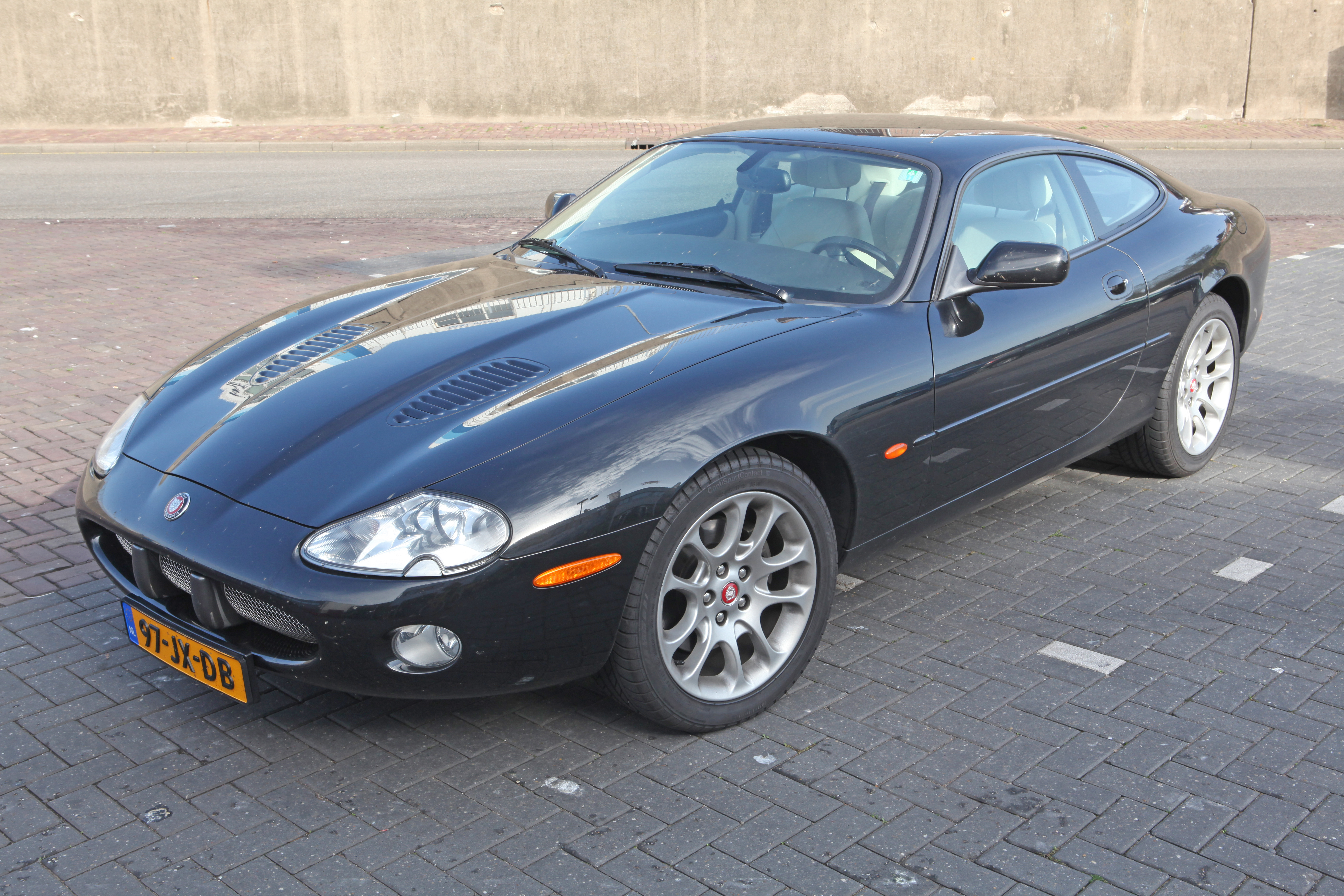
Una Jaguar XKR X100

Nel 2002 la cilindrata del motore crebbe a 4196 cm³. La versione aspirata beneficiò più del miglioramento della coppia massima che della potenza (che passò da 284 a 294 CV), mentre la versione sovralimentata ottenne anche una sostanziosa iniezione di potenza (da 364 a 397 CV). Nuovo anche il cambio, ora a 6 marce costruito dalla ZF. Alla fine del 2003, per il "Model Year 2004", le XK subirono alcuni leggeri ritocchi estetici (mascherina anteriore ampliata, nuovi scudi paracolpi, 4 terminali di scarico per la XKR) e agli interni (rivestimenti).
Nel 2006, dopo oltre 70.000 esemplari prodotti, venne rimpiazzata da una nuova generazione.

### Serie speciali
Alcune serie speciali di coupé e cabrio sono state prodotte in quantità limitate per sottolineare eventi importanti nella storia della casa automobilistica.
Il primo è stato nel 2000 il modello Silverstone, nato per celebrare il ritorno in F1 del marchio Jaguar: inizialmente erano previsti 100 esemplari per il mercato inglese (50 coupé e 50 convertibile), poi diventati 102, che sommati ai 456 distribuiti nel resto del mondo, divennero 558 in totale nel corso del 2001, di cui buona parte distribuiti nel mercato statunitense. Era caratterizzata da un rivestimento color platinum silver e da un pacchetto ad alte prestazioni: stesso motore della XKR standard ma con trasmissione migliorata, cerchi BBS Detroit da 20 pollici e impianto frenante Brembo con  sospensioni denominate Computer Active Technology Suspension. Gli interni di questa vettura presentavano sedili in pelle nera con impunture rosse, mentre il rivestimento del cruscotto era in acero fumé. Gli unici optional selezionabili dal cliente erano: navigatore, telefono satellitare e sensori di parcheggio.
Nel 2002, la XKR 100 è stata prodotta con vernice color nero antracite, ruote modulari BBS Montreal da 20", impianto frenante Brembo, sospensioni a controllo elettronico (CATS) con una mappatura specifica (solo sulle coupé), mentre gli interni erano colore ‘Warm Charcoal’, con sedili Recaro e interni in radica con logo XKR 100 impresso di fronte al passeggero e sui brancardi sottoporta. 100 esemplari della versione coupé e 400 cabrio sono stati venduti sul mercato mondiale. Dal 2001 sono state introdotte modifiche al motore risolvendo i noti problemi che compromettevano l'affidabilità dei motori 4.0, di cui solo le poche ultime XKR prima serie hanno beneficiato, tra cui la versione 100. Infatti, oltre alla reintroduzione delle canne dei cilindri senza Nikasil (già dal VIN 42776), a partire dai motori 4.0 prodotti nell'agosto 2001 e sui successivi motori 4.2 (dal VIN A24195 in poi) i tendicatena non furono più in plastica o in semiplastica, ma in metallo.
Nel 2004 è stata la volta della XKR Portfolio con 200 esemplari, 100 in Jupiter red (rosso Giove) e 100 in Coronado blue, per gli Stati Uniti. Caratteristici erano i cerchi in lega da 20 pollici e gli interni nei colori scelti dall'acquirente.

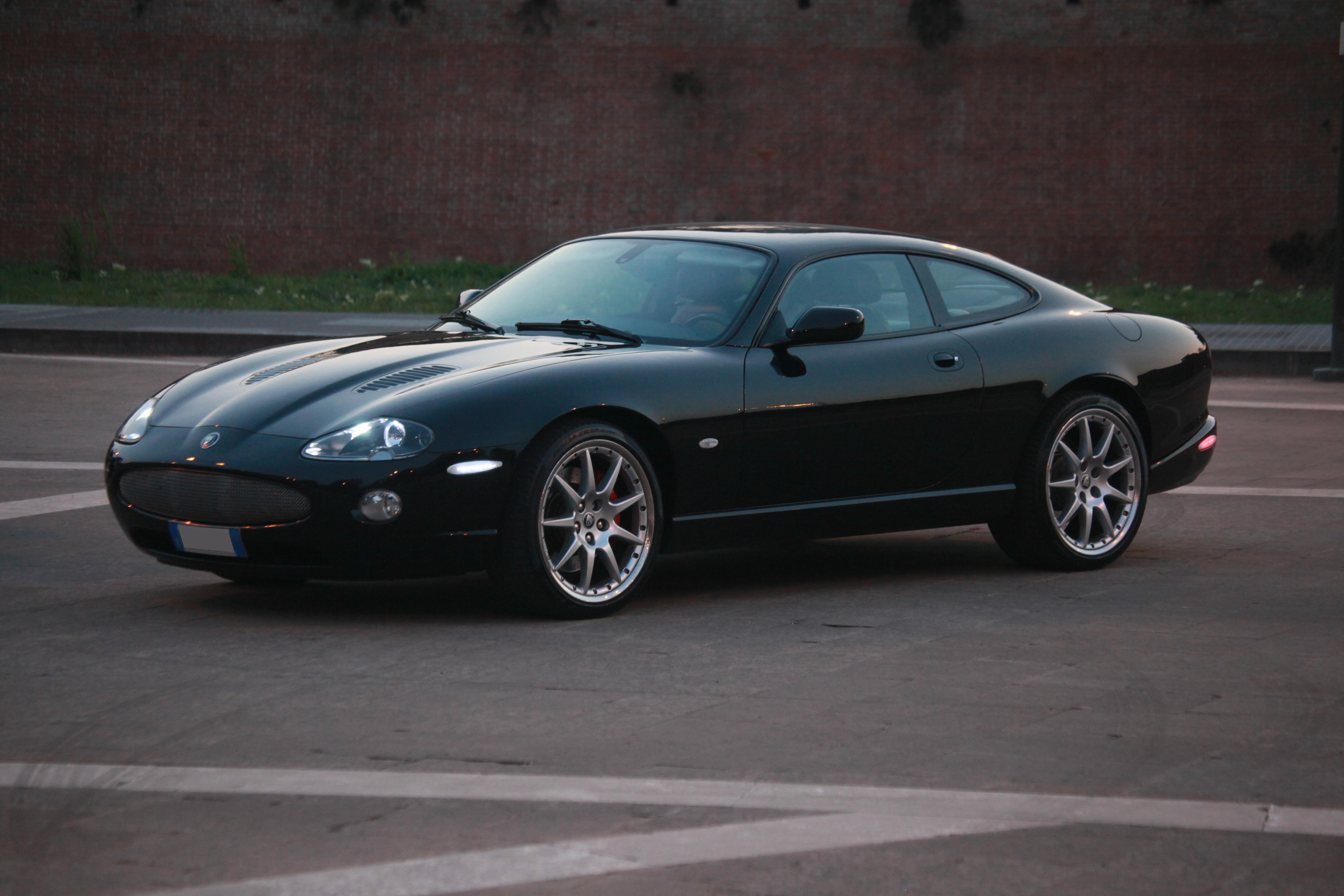
La versione speciale Black Edition (2005)

Nel 2005 viene proposta la Black Edition, come evidenziato dal nome totalmente nera sia all'esterno che negli interni. Vantava un pacchetto sportivo con cerchi BBS scomponibili da 20" Montreal, impianto frenante completo Brembo con dischi forati e pinze rosse, e un leggero assetto ribassato; all'interno era presente l'alluminium pack, un impianto stereo della Alpine Electronics premium, il telefono di bordo e degli inserti in radica di acero scura.
Infine la "Final edition Victory", che sul mercato europeo è nota come "XKR-S" del 2006, che montava soluzioni analoghe alla Black edition ma aveva nel pacchetto cerchi BBS Perseus da 20", finiture interne in carbonio, cuciture di colore a contrasto con la pelle degli interni e fari posteriori leggermente oscurati. A dispetto della sigla, le prestazioni del motore 4.2 litri restano invariate.

## La XK nelle competizioni

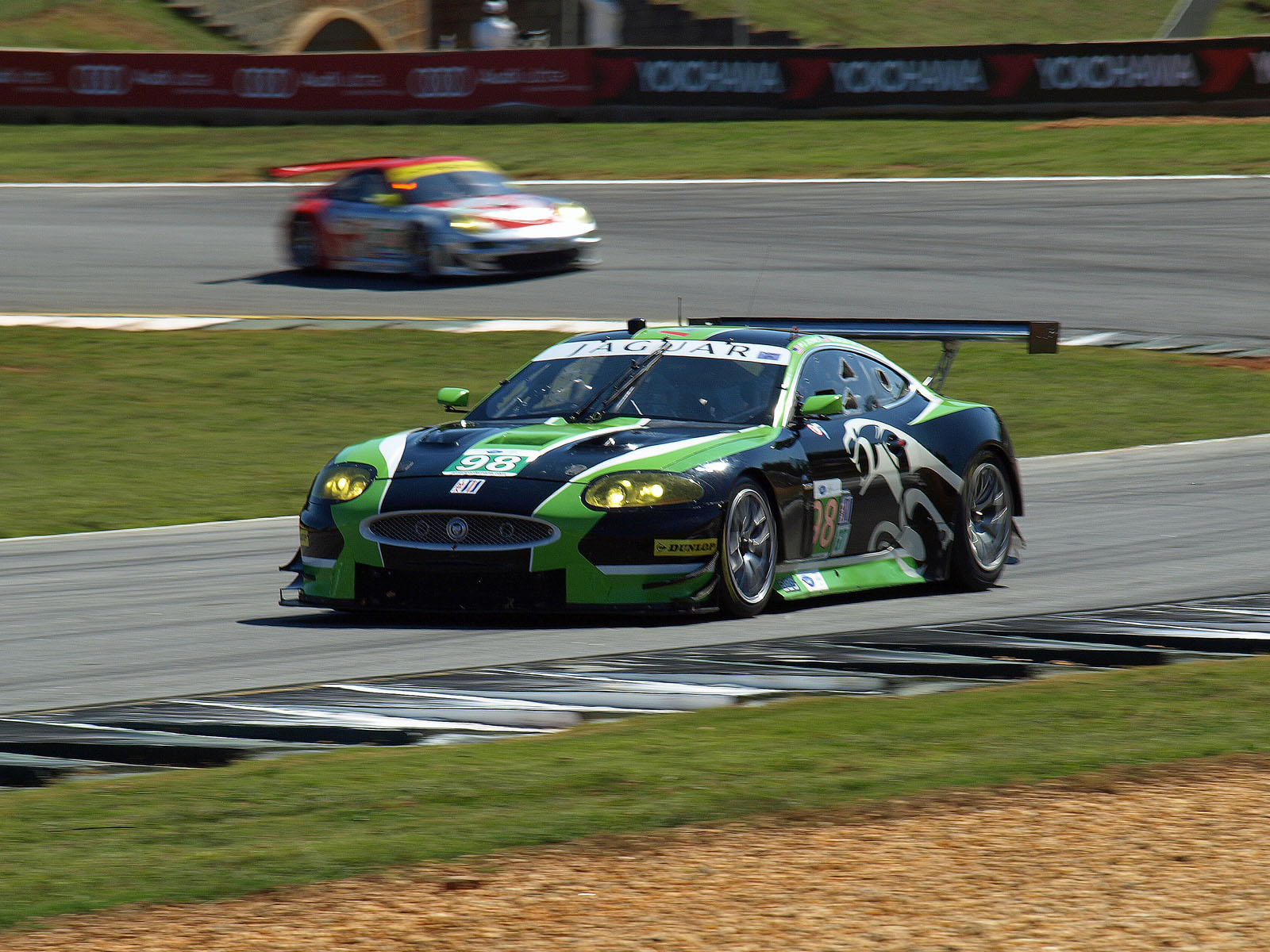
Jaguar XKR GT2 del team britannico Rocketsports Racing, Inc

Nel 2000 il team SCAR realizzò una versione da competizione della XKR per partecipare all'Australian Nations Cup Championship. Guidata prima da Mark Trenoweth (proprietario del team) e poi da Bob Thorn, la vettura era alimentata da un propulsore V8 4.4 da 420 CV di potenza abbinato a un cambio manuale Tramac a 5 velocità. Dotata di freni a disco Harrop e ammortizzatori Proflex, aveva una velocità massima di 280 km/h.
Nel 2002 una XK8 venne preparata dal team AJL Racing per competere nel FIA GT3 Championships. Oltre all'aggiornamento dell'aerodinamica con l'inserimento di nuovi componenti come body kit e spoiler posteriore e l'implementazione di tutti i sistemi di sicurezza prescritti dal regolamento FIA, la vettura venne equipaggiata con un propulsore V8 4.0 da 450 CV di potenza.